# Nick Bonino
Nicholas Lawrence Bonino (Hartford, Connecticut, 20 de abril de 1988)  é um jogador profissional de hóquei no gelo estadudense que atua na posição de central pelo Nashville Predators, da NHL.

## Carreira
Nick Bonino foi draftado na 173º posição pelo San Jose Sharks em 2007.

## Títulos

### Pittsburgh Penguins
- Stanley Cup: 2016, 2017